# Sima Samar
Sima Samar (en persa: سیما سمرر, Jaghori, província de Gazni, 3 de febrer de 1957) és una metgessa, defensora dels drets humans i de la dona, activista i treballadora social en fòrums nacionals i internacionals, que treballà en el Ministeri d'Afers de la Dona de l'Afganistan des de desembre del 2001 fins al 2003. Fou presidenta de la Comissió Independent de Drets Humans d'Afganistan i, del 2005 al 2009, relatora especial de les Nacions Unides sobre la situació de drets humans a Darfur, Sudan. El 2011, formà part del Partit Veritat i Justícia. El 2012, va rebre el Right Livelihood Award per "la seua llarga i valenta dedicació als drets humans, sobretot als drets de les dones, en una de les regions més complexes i perilloses del món".

## Biografia
Obtingué el títol en medicina de la Universitat de Kabul el 1982, i fou la primera dona hazara a fer-ho, i té 4 doctorats honoraris. Treballà en un hospital estatal de Kabul; uns mesos després, però, es va veure forçada a fugir al seu nadiu Jaghoori per la seua seguretat, i hi assistí a pacients en les remotes àrees centrals d'Afganistan.
El 1984, el règim comunista arrestà al seu espòs, i Samar i el seu fill fugiren cap al Pakistan. Hi treballà com a metgessa en l'ala per a refugiats en un hospital de la missió de l'ONU. Preocupada per la manca de centres de salut per a dones refugiades afganeses, creà el 1989 l'Organització Shuhada i la Clínica Shuhada a Quetta, el Pakistan. L'Organització Shuhada dona atenció mèdica a dones i xiquetes afganeses, entrenament de personal mèdic i educació. Se n'han obert sucursals de la clínica en tot Afganistan.
Després de viure com a refugiada més d'una dècada, Samar retorna a Afganistan al 2002 per a assumir un lloc en l'Administració Transicional Afganesa dirigida per Hamid Karzai. En el govern interí, fou presidenta interina del Ministeri d'Afers de Dones. Hi hagué de renunciar després d'haver estat amenaçada de mort i assetjada per qüestionar lleis islàmiques conservadores, en concret la llei xaria, durant una entrevista al Canadà amb un diari de llengua persa. Durant la Loya Jirga del 2003, alguns grups religiosos islàmics conservadors feren publicitat en un diari local anomenant a Samar la Salman Rushdie d'Afganistan.
Fou la cap de la Comissió Independent de Drets Humans d'Afganistan.
I una de les quatre dones que aparegueren en el documental del 2004 de Sally Armstrong, Filles de l'Afganistan (Daughters of Afghanistan).En el documental, es mostra el treball de Sima Samar en el Ministeri d'Afers de Dones i la seua posterior caiguda del poder.
Samar es nega públicament a acceptar que les dones hagen de romandre recloses a casa i s'oposa obertament a l'ús del burca, fet obligatori primer pels primers mujahidins fonamentalistes i després pels talibans. També ha fet públic el fet que moltes dones afganeses sofreixen osteomalàcia, l'afebliment dels ossos a causa d'una dieta inadequada. Usar burca redueix l'exposició al sol i empitjora la situació de les dones amb osteomalàcia.

## Premis
Ha rebut nombrosos premis internacionals per la seua tasca en favor dels drets humans i la democràcia, entre els quals s'inclouen:
- 1994 - Premi Ramon Magsaysay
- 1995 - Líder global per a l'avenir, del World Economic Fòrum de Suïssa
- 1998 - Premi 100 Heroïnes dels Estats Units
- 2001 - Premi Paul Grunninger Human Rights, Fundació Paul Grunninger, Suïssa
- 2001 - Premi Voices of Courage (Veus de coratge), Comissió de Dones per a Dones i Xiquets Refugiats, Nova York
- 2001 - Premi John Humphrey Freedom, Drets i democràcia, del Canadà
- 2001 - Ms. magazine, Dones de l'any en nom de les dones afganeses, Estats Units
- 2001 - Women of the Month (Dona del Mes), Toronto, Canadà, desembre de 2001
- 2001 - Premi Best Social Worker (Millor treballadora social), Fundació Mylo Trust, Quetta, del Pakistan
- 2002 - Premi International Human Rights Award, Grup de Dret Internacional dels Drets Humans, Washington
- 2002 - Premi Freedom Award (Llibertat), Associació de Dones per la Llibertat i la Democràcia, Barcelona, Països Catalans
- 2002 - Comité d'Advocats de Drets Humans, Nova York
- 2003 - Premi Perdita Huston Human Rights
- 2004 - Premi Profile in Courage 2004
- 2008 - Premi Pau de la ciutat de Ieper, Bèlgica
- 2008 - Premi Asia Democracy and Human Rights[3]
- 2009 - Orde del Canadà[4]
- 2011 - Geuzenpenning
- 2012 - Right Livelihood Award[5]
- 2012 - Mother Teresa Awards per la justícia social al novembre de 2012[6]
- 2013 - Doctorat Honorari de la Universitat Estatal de Salem
- 2013 - Premi Allard d'Integritat Internacional[7]